# Phalacrocera formosae
Phalacrocera formosae är en tvåvingeart som beskrevs av Alexander 1923. Phalacrocera formosae ingår i släktet Phalacrocera och familjen mellanharkrankar.
Artens utbredningsområde är Taiwan. Inga underarter finns listade i Catalogue of Life.